# Osselle
Osselle és un municipi francès situat al departament del Doubs i a la regió de Borgonya - Franc Comtat. L'any 2007 tenia 377 habitants.

## Demografia

### Població
El 2007 la població de fet d'Osselle era de 377 persones. Hi havia 159 famílies de les quals 40 eren unipersonals (20 homes vivint sols i 20 dones vivint soles), 36 parelles sense fills, 67 parelles amb fills i 16 famílies monoparentals amb fills.
La població ha evolucionat segons el següent gràfic:
Habitants censats

### Habitatges
El 2007 hi havia 170 habitatges, 155 eren l'habitatge principal de la família, 11 eren segones residències i 4 estaven desocupats. 141 eren cases i 25 eren apartaments. Dels 155 habitatges principals, 118 estaven ocupats pels seus propietaris, 31 estaven llogats i ocupats pels llogaters i 6 estaven cedits a títol gratuït; 9 tenien dues cambres, 22 en tenien tres, 43 en tenien quatre i 81 en tenien cinc o més. 135 habitatges disposaven pel capbaix d'una plaça de pàrquing. A 58 habitatges hi havia un automòbil i a 83 n'hi havia dos o més.

### Piràmide de població
La piràmide de població per edats i sexe el 2009 era:
| Homes | Edats   | Dones |
| ----- | ------- | ----- |
| 0     | 95 o +  | 0     |
| 0     | 90 a 94 | 4     |
| 0     | 85 a 89 | 0     |
| 0     | 80 a 84 | 0     |
| 8     | 75 a 79 | 0     |
| 4     | 70 a 74 | 12    |
| 20    | 65 a 69 | 8     |
| 4     | 60 a 64 | 4     |
| 8     | 55 a 59 | 8     |
| 8     | 50 a 54 | 0     |
| 12    | 45 a 49 | 16    |
| 24    | 40 a 44 | 32    |
| 16    | 35 a 39 | 16    |
| 12    | 30 a 34 | 4     |
| 8     | 25 a 29 | 8     |
| 4     | 20 a 24 | 4     |
| 8     | 15 a 19 | 12    |
| 8     | 10 a 14 | 28    |
| 8     | 5 a 9   | 24    |
| 8     | 0 a 4   | 4     |

## Economia
El 2007 la població en edat de treballar era de 257 persones, 202 eren actives i 55 eren inactives. De les 202 persones actives 187 estaven ocupades (99 homes i 88 dones) i 15 estaven aturades (8 homes i 7 dones). De les 55 persones inactives 17 estaven jubilades, 18 estaven estudiant i 20 estaven classificades com a «altres inactius».

### Ingressos
El 2009 a Osselle hi havia 157 unitats fiscals que integraven 378,5 persones, la mediana anual d'ingressos fiscals per persona era de 19.197 €.

### Activitats econòmiques
Dels 12 establiments que hi havia el 2007, 4 eren d'empreses extractives, 1 d'una empresa de construcció, 1 d'una empresa de comerç i reparació d'automòbils, 2 d'empreses de serveis, 1 d'una entitat de l'administració pública i 3 d'empreses classificades com a «altres activitats de serveis».
L'únic servei als particulars que hi havia el 2009 era un restaurant.
L'any 2000 a Osselle hi havia 5 explotacions agrícoles.

## Equipaments sanitaris i escolars
El 2009 hi havia una escola elemental integrada dins d'un grup escolar amb les comunes properes formant una escola dispersa.

## Poblacions més properes
El següent diagrama mostra les poblacions més properes.